# Krytonosek krzykliwy
Krytonosek krzykliwy (Scytalopus gettyae) − gatunek małego ptaka z rodziny krytonosowatych (Rhinocryptidae). Odkryty został w 2008 roku i po raz pierwszy opisany w roku 2013. Występuje w Peru.
Etymologia nazwy naukowej
Nazwa gatunkowa gettyae upamiętnia Caroline Marie Getty, wnuczkę Jeana Paula Getty’ego; należała m.in. do National Fish and Wildlife Foundation.
Zasięg występowania
Krytonoski krzykliwe obserwowane były w wilgotnych górskich lasach w regionie Junín w Peru, na wysokości 2400–3200 m n.p.m. Na wschodnich zboczach Andów w tym rejonie występuje co najmniej sześć innych gatunków z rodzaju Scytalopus. S. gettyae obserwowany był jedynie w dorzeczu jednej rzeki. Mimo że przypuszczalnie zasiedla większy teren, możliwe, że jest to gatunek endemiczny dla centralnego Peru.
Morfologia
Zebrano cztery okazy tego gatunku, były to trzy dorosłe samce i jeden młody; nie jest znane upierzenie samicy. Upierzenie czarne, podobne do krytonoska czarniawego (Scytalopus latrans). Masa ciała wynosi od 18,8 do 20,9 g. Skrzydło mierzy 55–58,8 mm, skok 21,9–24 mm. Długość dzioba 5,9–6,6 mm, a ogona 37–40,9 mm.
Zachowanie
Zawołanie i pieśń składają się z serii nagłych, wzrastających dźwięków. Pozostałe aspekty zachowania nieznane.
Status
Przez IUCN krytonosek krzykliwy od 2016 roku klasyfikowany jest jako gatunek bliski zagrożenia (NT, Near Threatened). Liczebność populacji wstępnie oszacowano na około 5000–8000 dorosłych osobników. Trend liczebności populacji nie jest znany.